# محمد جلال بیگ
محمد جلال بیگ (به زبان ترکی عثمانی:محمد جلال بک)، (زاده ۱۸۶۳ در استانبول - وفات ۱۹۲۶ در استانبول)، او دارای چندین مقام دولتی و شاهد عینی نسل‌کشی ارمنی‌ها می‌باشد.

## زندگی‌نامه
محمد جلال بیگ در سال ۱۸۸۳ میلادی تحصیل در مدرسه کارمندان امور مدنی را به پایان رساند و از سوی وزارت کشاورزی برای تحصیل عازم آلمان شد. در سال ۱۹۰۸ میلادی به مدیریت مدرسه کارمندان امور مدنی گماشته شد. وی در سال ۱۹۱۰ میلادی به سمت استانداری ارزروم منصوب شد. در سال ۱۹۱۱ در وزارت داخله مقامی به دست آورد و در همان سال به سمت استاندار استان آیدین انتخاب شد. در سال ۱۹۱۳ میلادی مقام وزیر وزارت تجارت و کشاورزی را کسب کرد. در طی سال‌های ۱۹۱۹–۱۹۱۴ میلادی والی ولایات حلب، قونیه و آدانا بوده است. محمد جلال بیگ را پس از سال ۱۹۲۳ میلادی با شروع حکومت جمهوری در ترکیه به سمت ریاست کل انحصار دخانیات استانبول گماشتند.
او در سال ۱۹۲۶ میلادی در استانبول درگذشت. در مراسم تدفین وی عده زیادی از ارمنیان شرکت کردند. مزار وی که در حوالی میدان تقسیم استانبول واقع بود.
اهمیت یادداشت‌های جلال بیگ در آن است که به علت زندگی در حلب و قونیه از شهود عینی اخراج و تبعید ارمنیان بوده است. جلال بیگ یکی از چند تن مدیران بلندپایه دولتی است که به علت اعتراض به اعمال غیرقانونی اخراج ارمنیان از مقام دولتی خود عزل شد.

## نسل‌کشی ارمنی‌ها
«در قونیه من مردی تنها بودم که کنار رود به هیچ وسیله نجاتی ایستاده بودم، اما در رود به جای آب خون روان بود و هزاران کودک بی گناه، پیرمرد بی تقصیر، زن عاجز در آن غرقه بودند و مردان جوان قوی هیکل برسر راهشان ایستاده بودند تا نگذارند کسی جان به در برد. من هر چند را که توانستم با دستانم بیرون کشیدم و نجات دادم اما بقیه، با جریان آب به پایین رانده شدند و هیچ‌کدام زنده نماندند.»
قطارها هر روز هزاران نفر را از «حیدر پاشا» به ایستگاه قونیه می‌آوردند و دربارهٔ تبعیدگاه بعدی آن‌ها هر روز از استانبول فرمان دریافت می‌کردیم.
من اظهار می‌داشتم:
«تا وقتی که به ما واگن ندهند جابه جایی آن‌ها امکان‌پذیر نخواهد بود. این وضعیت هفته‌ها ادامه یافت و در طی این مدت فقط امکان ارسال یک دو کاروان از ارمنیان «عِرقلی» را یافتیم. برای سرعت بخشیدن به عملیات تبعید هر روز به طرق گوناگون از سوی محافل رسمی و غیررسمی تحت فشار قرار می‌گرفتیم. رئیس کل اداره مهاجرین و عشایر به راه افتاده بود تا به این کار سرو سامان دهد. به ما سفارش کرده بودند که توصیه‌های او را به منزله ابلاغیه‌های وزارتخانه تلقی کنیم؛ ولی من عقیده‌ام را هیچ‌گاه پنهان نکردم. در استانبول و قونیه به همه گفته بودم که به علت مضر دانستن این عملیات برای کشور قادر به انجام آن نیستم. این مطلب را در آن زمان به اطلاع نمایندگان ولایتی حاضر در قونیه نیز رسانده بودم.»
«فوراً نیروی نظامی به زیتون (سلیمانیه امروزی)، فرستادند، اقدامی که به هیچ وجه ضروری نبود. سکنه ارمنی آن جا همراه زنان و کودکان خود اخراج شده و به دهستان سلطانیه از توابع قونیه که به بدی آب و هوا شهرت داشت منتقل شدند. اخراج ارمنیان از هر سو شروع شد. در ابتدا ارمنیانی را که از نقاط مختلف می‌آمدند به قونیه می‌فرستادیم. سپس فرمان داده شد که آن‌ها را به جای قونیه به دیرالزور بفرستیم.»
مدام به «باب عالی» می‌نوشتم:
«اقداماتی که بر ضد ارمنیان صورت گرفته از هر لحاظ به ضرر کشور مقدس ما است. در شمار نامه‌های ارسالی من نامه‌ای خصوصی و مخفیانه نیز به وزیر وزارتخانه متبوع خود که به حکم وظیفه تابع آن بودم نوشته و قید کرده بودم که، نفوس قوم ارمنی بخش مهمی از سکنه کشور را تشکیل می‌دهند و شاید یک چهارم کل اقتصاد کشوردر دست آن‌ها است و لااقل به نصف نیروی فعال اقتصادی کشور اشراف دارند. نابودی آن‌ها چنان ضرر بزرگی بر کشور وارد خواهد ساخت که تا قرن‌ها قابل جبران نخواهد بود. اگر کلیه دشمنان ما در دنیا متحد شده و ماه‌ها فکر می‌کردند نمی‌توانستند در حق ما اجحافی بزرگتر از این کنند.»
«به هیچ‌یک از نقطه نظرها و اعتراضات من توجهی نشد. پس از دو روز ماندن در قونیه به استانبول آمدم و سعی کردم مضرات این اقدامات را نزد مقامات ذی‌صلاح تشریح کنم. متأسفانه راهی برای توجیه و قبولاندن منظورم پیدا نشد.»